# Edouard de Pierpont
Edouard Ambroise Victor Marie Ghislain de Pierpont (Namen, 30 januari 1871 - Rivière, 28 augustus 1946) was een Belgisch volksvertegenwoordiger en burgemeester.

## Biografie
De Pierpont was een zoon van François de Pierpont en jkvr. Marie de Spandl. Hij trouwde in 1908 in Neerrepen met jkvr. Marie-Louise de Meeûs d'Argenteuil (1884-1962), dochter van Charles de Meeûs d'Argenteuil, burgemeester van Neerrepen. 
Hij werd in 1902 gemeenteraadslid en burgemeester van Rivière. Hij was van 1904 tot 1925 provincieraadslid en van 1918 tot 1925 bestendig afgevaardigde van Namen.
In 1925 werd de Pierpont verkozen tot katholiek volksvertegenwoordiger voor het arrondissement Dinant-Philippeville en vervulde dit mandaat tot in 1936.
Hij was vooral een voortrekker voor de christelijke ziekenfondsen. Hij was vanaf 1898 voorzitter van het Naamse verbond van de Christelijke Mutualiteit. In 1906 werd hij medestichter van de Landsbond der Christelijke Mutualiteiten en was er voorzitter van tot in 1921.

## Publicatie
- Pensions de vieillesse. La caisse de retraite sous la garantie de l'Etat, règlement organique. Loi du 10 mai 1900, concernant les pensions de vieillesse. Commentaires, Namen, 1902